# Kąty (powiat słupecki)
Kąty – wieś w Polsce położona w województwie wielkopolskim, w powiecie słupeckim, w gminie Słupca. W miejscowości mieści się pałac z początku XX wieku. W latach 60. XX wieku był siedzibą gminy Słupca. Istnieje tam Wiejski Dom Kultury, który jest źródłem dochodu dla gminy. 
Wieś duchowna, własność biskupstwa poznańskiego, pod koniec XVI wieku leżała w powiecie pyzdrskim województwa kaliskiego.
W latach 1954–1961 wieś należała i była siedzibą władz gromady Kąty, po jej zniesieniu w gromadzie Słupca. W latach 1975–1998 miejscowość należała administracyjnie do województwa konińskiego.